# Miotropis quadrinotata
Miotropis quadrinotata är en stekelart som beskrevs av Thomson 1878. Miotropis quadrinotata ingår i släktet Miotropis och familjen finglanssteklar.
Artens utbredningsområde är:
- Ungern.
- Polen.
- Sverige.

Arten är reproducerande i Sverige. Inga underarter finns listade i Catalogue of Life.